# Southern League (Baseball)
Die Southern League ist eine Baseball-Liga der Minor League, die im Süden der Vereinigten Staaten tätig ist. Sie ist als Double-A-Liga eingestuft und hat ihren Hauptsitz in einem Vorort von Atlanta. Die Liga erhielt ihren Namen 1964, nachdem die South Atlantic League, die 1936 begonnen hatte, sich in Southern League umbenannt hatte.

## Ursprünge
Die ursprüngliche Southern League existierte von 1885 bis 1899. Eine neue Liga, die Southern Association, wurde 1901 gegründet und bestand aus zwölf Teams. Die Southern Association wurde nach der Saison 1961 aufgelöst.
1964 änderte die ursprüngliche South Atlantic League ihren Namen in Southern League. Die ursprüngliche South Atlantic League war ein mittlerer bis höherer Klassifizierungskreis, der von 1904 bis 1917, 1919 bis 1930 (damals bekannt als die South Atlantic Association), 1936 bis 1942 und 1946 bis 1963 spielte. Die alte South Atlantic League wuchs vom Status der Class C über die Class B (bis 1942) bis hin zur Class A (bis 1962). In der letzten Saison wurde zu einer zu Double-A-Liga erhoben.